# Royaume d'Algarve
Pour les articles homonymes, voir Algarve (homonymie).
1249–1910
Entités précédentes :
- Almohades

Entités suivantes :
- Première République portugaise

Le Royaume d'Algarve est un ancien royaume au sud-ouest de la péninsule Ibérique. Indépendant du Portugal, il est annexé par le Portugal en 1267. Même après annexion, l'Algarve garde une certaine indépendance honorifique jusqu'en 1910 où il finit par être totalement rattaché au Portugal. Les rois portugais portent le titre de Roi du Portugal et des Algarves (Algarve portugais et marocain).

## Histoire
Au milieu du VIe siècle, les Byzantins chassent les Wisigoths du sud de la péninsule Ibérique et intègrent une partie de l'Algarve à l'Empire byzantin (la partie occidentale reste aux mains des Wisigoths). Sous leur roi Swinthila (621-631), les Wisigoths chassent à leur tour les Byzantins et récupèrent la région de l'Algarve qui est intégrée à leur royaume.
Au début du VIIIe siècle, lors l'invasion musulmane de la péninsule Ibérique (711) et la chute du royaume des Wisigoths, l'Algarve est conquise par les Omeyyades (v. 715), puis intégrée plus tard à l'Émirat de Cordoue (756).
La reconquête chrétienne de la péninsule Ibérique s'est étendue au long de presque huit siècles, du VIIIe au XVe siècle. Au fur et à mesure qu'elle avançait vers le Sud, Al-Andalus (c'est-à-dire, le territoire musulman dans la Péninsule) se rétrécissait, de la même façon que se rétrécissait Gharb al-Andalus (c'est-à-dire, la bande occidentale du territoire musulman dans la péninsule).
Au XIIIe siècle, l'Algarve est reconquise d'abord par Paio Peres Correia puis par le roi Alphonse III de Portugal. La prise de Faro en 1249 marque la fin de la Reconquista au Portugal. 
En 1267, Alphonse III et Alphonse X de Castille se partagent la région qu'ils se disputent en fixant, au traité de Badajoz, la frontière sur le fleuve Guadiana, d'où les noms d'Algarve espagnol à l'Est (depuis absorbée dans l'Andalousie) et d'Algarve portugais à l'Ouest. La partie portugaise forme le royaume d'Algarve (1249–1910), dont la capitale fut Silves.
Au XIIIe siècle, « Gharb al-Andalus » était réduit à une bande dans le sud de ce qui était déjà reconnu comme le Royaume du Portugal. C'est pourquoi le nom « Al-Gharb » (adapté à la phonétique et à l'orthographe portugaises) a fini par ne désigner que la dernière région sous domination arabe au Portugal, la région qui porta désormais le nom d'Algarve. Identiquement, vers la fin du XVe siècle, « Al-Andalus » était réduit à une portion relativement petite dans ce qui deviendrait en 1492 l'Espagne. C'est pourquoi le nom « Al-Andalus » (adapté à la phonétique et à l'orthographe castillanes) a fini par ne désigner que la dernière région sous domination arabe en Espagne, la région qui porta désormais le nom d'Andalousie (Andalucía).
Le Portugal s'appelle officiellement au début du XIXe siècle Royaume-Uni de Portugal, du Brésil et des Algarves.
Actuellement, l'Algarve correspond à une région du sud du Portugal, à l'emplacement de l'ancien royaume.